# Llatí tardà
Llatí tardà és el nom utilitzat per referir-se al llatí escrit durant els segles III i VI. La data d'inici del llatí tardà es considera just en el final de la gran època de la literatura llatina. El llatí tardà deixa d'existir just en el moment que deixa de ser una llengua parlada pel poble, una data que oscil·la entre el 600 i el 800.
En ser una llengua escrita, el llatí tardà té divergències respecte el llatí vulgar, el que parlava el poble. Aquest darrer fou utilitzat com a avantpassat de les llengües romàniques. Tot i que el llatí tardà reflecteix un repunt de l'ús de vocabulari i construccions de llatí vulgar, no deixa de ser en gran manera llatí clàssic o postclàssic en les seves característiques generals. Cal recordar que el llatí tardà no és el mateix que el llatí patrístic cristià, fet servir en escrits teològics i eclesiàstics dels primers sacerdots i papes cristians.
El llatí tardà es va formar quan un gran nombre de pobles que no parlaven llatí i tenien frontera amb l'Imperi Romà eren sotmesos i assimilats. També hi va ajudar l'ascens del cristianisme, que va introduir hi una divisivitat més elevada en la societat romana, creant una major necessitat d'una llengua estàndard per a poder-se comunicar entre diferents registres socioeconòmics i regions àmpliament separades de l'imperi en expansió. El lingüista Antoine Meillet va escriure: «Sense que l'aspecte exterior de la llengua fos gaire modificat, el llatí es convertí en el transcurs de l'època imperial en una nova llengua»  i «servint com una mena de llengua franca a un gran imperi, el llatí tendia a convertir-se en més senzill, mantenir sobretot el que tenia d'ordinari».

## Conceptes filològics
No tots els estudiosos i filòlegs s'han posat d'acord en la manera d'anomenar aquesta variant del llatí. La més coneguda és llatí tardà, però també n'hi ha d'altres:

### Llatí tardà i postclàssic
El llatí tardà no és un terme o un concepte modern; el seu origen roman obscur i avui dia encara és desconegut. Un article a la revista Harper's New Monthly Magazine sobre la publicació Freund's Lexicon of the Latin Language de William Freund el 1850 menciona que el diccionari divideix el llatí en preclàssic, bastant clàssic, ciceronià, augustanès, post-augostanès i postclàssic o llatí tardà, que indica que el terme ja era d'ús professional pels classicistes anglesos a principi del segle xix. Es poden trobar també casos d'ús vernacular anglès del terme a partir del segle xviii.

### Llatí imperial
La primera edició de Wilhelm Sigismund Teuffel (1870) d'History of Roman Literature va definir un període primerenc, l'època d'or, l'edat de plata i després va definir altres èpoques primer per dinastia i després per segle. En edicions posteriors, va subsumir tots els períodes sota tres encapçalaments: el Primer Període (Llatí Antic), el Segon Període (Edat d'Or) i el Tercer Període, “L’Epoca Imperial”, subdividits a l'Edat de Plata, el segle II i segles III-XI.

### Llatí baix
El llatí baix és un terme poc esclaridor que pot referir-se a qualsevol llatí postclàssic, des del llatí tardà fins al llatí del Renaixement. Un dels defensors d'aquest terme fou l'historiador i polític anglès Edward Gibbon, autor de l'obra The History of the Decline and Fall of the Roman Empire (Història de la decadència i caiguda de l'Imperi Romà).

## Autors del llatí tardà
- Boeci: filòsof cristià, teòleg i escriptor llatí del segle vi, que tingué una gran repercussió en l'edat mitjana.
- Fabi Marcel·lí: escriptor i historiador romà.
- Claudi Claudià: poeta i escriptor d'Alexandria
- Ausoni
- Ammià Marcel·lí: poeta, historiador i militar romà